# Hermann de Reichenau
Hermann de Reichenau (n. 18 iulie 1013, Altshausen, Baden-Württemberg, Germania – d. 24 septembrie 1054, Abbey of Reichenau⁠(d), Baden-Württemberg, Germania) a fost un călugăr benedictin de la mănăstirea Reichenau, specialist în astronomie. Hermann de Reichenau a introdus în limbajul științific european termenul almucantarat, adaptat din arabă. El a stabilit nucleul care stă la baza alcătuirii listei papilor.
Lui îi este atribuit și imnul Salve Regina.